# Дзеккіно д'Оро
Zecchino d'Oro (укр. Дзеккі́но до́ро - Золотий Цехін) — італійський  міжнародний конкурс пісень для дітей, транслюється у спеціальній телевізійній програмі.
Вважається явищем, що поволі стало частиною звичаїв та культурним надбанням Італії поколінь, народжених починаючи з шістдесятих.
Його цінність була засвідчена наданням йому ЮНЕСКО у 2008  знаку "Patrimoni per una cultura di pace" (Надбання культури миру).
Метою Дзеккіно д'Оро є сприяння створенню пісень для дітей, тобто стимулювання композиторів до реалізації творів призначених для світу дитинства.
Як постійно підкреслюється під час виступів, перемогу на Дзеккіно д'Оро, так само як й інші визнання, отримують автори пісень, а не діти, які їх виконують.

## Історія
Ідея вистави для дітей, яка б просувала присвячену їм музику належить телеведучому, режисерові та письменнику  Чіно Торторелла (Cino Tortorella).  Вже відомий як виконавець ролі Чарівника Дзурлі у дитячій телепрограмі "Дзурлі, чарівник четверга"   (Zurlì, il mago del giovedì), Торторелла зв'язався з деякими підприємцями, які організували на Міланській Тріеннале (Triennale di Milano) "Дитячий салон" (Salone del Bambino) і запропонували йому створити з цієї оказії передачу. Торторелла подумав про фестиваль на кшталт Пісенного Фестивалю у Санремо для дітей. Програма  вийшла в ефір 24 вересня 1959.
Торторелла побудував перший сезон Дзеккіно д'оро як послідовність мотивів, які нагадували (у досить вільній інтерпретації) казку про Піноккіо, до моменту, коли на сцені з'являється дерево з золотими цехінами, від чого і пішла назва пісенного конкурсу.
Пісня Лист для Піноккйо (Lettera a Pinocchio) (з відомим зачином Carissimo Pinocchio, amico dei giorni più lieti (Наймиліший Піноккіо, друг днів щасливіших), присвячена знакомитому дерев'яному буратинові, написана Маріо Панцері (Mario Panzeri), зазнала надзвичайної долі також поза фестивалю, пізніше вона була незабутньо виконана Джонні Дореллі (Johnny Dorelli).
У 1961 Торторелла зустрівся з францисканцями секції Антоніано Болоньского (італ. Antoniano di Bologna), (Зазвичай іменується просто Антоніано), які запропонували йому перенести фестиваль у Болонью та познайомили його з парафіянкою, яка б могла вчити пісень дітей-учасників фестивалю. Це була  Маріелле Вентре (Mariele Ventre).
Пізніше, у 1963 з'являється ідея створити хор акомпанементу, і відтоді Дзеккіно д'Оро нерозривно зв'язаний з Антоніано, який  донині організує та продукує пісенне змагання. У тому ж році пісні презентовані на Дзеккіно д'Оро починають записуватись на платівки (вініл, 33 оберти).
У 1965 конкурс переміщується з кінотеатру Антоніано до новоствореної телестудії, де провадиться до сьогодні.
У наступному 1966 на конкурс було послано  527 пісень.
Маленькі співаки, хор, монахи разом з усіма співпрацівниками  отримали спеціальну аудіенціюу папи Павла VI.
Вперше змагання транслюється євробаченням 1969, і б'є рекорд переглядів: 150 мільйонів глядачів, подолане у тому році лише висадкою на місяць
Попри великий успіх, декілька років по тому, у 1973, Rai скорочує трансляцію конкурсу до одного, фінального дня (транслюючи однак по радіо попередні дні).
У тому ж році, Чіно Торторелла скидає сценічний костюм Мага Дзурлі, і діти вперше починають співати під фонограму.
Конкурс стає міжнародним з 1976:  з'являється звичай залучати до участі іноземні пісні. З чотирнадцяти пісень того сезону шість було закордонних. На сьогодні, з дванадцяти пісень іноземних чотири. 
З другого сезону того року було також запроваджено два Zecchino d'Argento (Дзеккіні д'Ардженто - Срібні Цехіни) - для найкрасивішої італійської та найкрасивішої зарубіжної пісні.
Таким чином, програма набуває міжнародної зацікавленості за допомогою трансляцій євробаченням та підтримки
ЮНІСЕФ. 
Того року були реалізовані два сезони, і закінчення зсунулось з весни  (поблизу свята тата 19 березня) на осінь (третій тиждень листопада).
У наступному 1977, вперше, Дзеккіно д'Оро транслюється у кольорі, а в 1981 Rai повертається до телевізійної трансляції всіх вечорів конкурсу.
З 1991 доходи з фестивалю передаються на справи добродійності через спеціальний фонд, який називається
"Квітка солідарності" (Fiore della solidarietà).
До 38-го сезону 1995 хором керувала Маріеле Вентре, яка померла за декілька днів після завершення конкурсу, її заступила Сабріна Сімоні (Sabrina Simoni). 
У 2001 громадський секретаріат Раі (Segretariato Sociale della Rai) заснував щорічну премію імені Маріеле Вентре, яка присуджується особам, що відрізняються своєю ревністю у діяльності на користь дітей.  
У 2006 востаннє з'явився персонаж Топо Джіджо (Topo Gigio).
Дзеккіно д'Оро справив свій п'ятдесятий сезон у 2007, і тоді ж було введено Телецехіни.
У день святкування п'ятдесятого сезону 21 грудня того ж року транслювався Великий гала-концерт Дзеккіно д'Оро (Gran galà dello Zecchino d'Oro). У тому ж році Дзеккіно одержав від ЮНЕСКО нагороду, знак Patrimonio per una cultura di pace (Надбання культури миру),, перша телевізійна програма, яка отримала таке визнання. 
Повідомлення було зроблено під час  Великого "гала-концерту Дзеккіно д'Оро",
Офіційна церемонія відбулась 5 квітня 2008, і Piccolo Coro отримав знак у представництві Дзеккіно.
У 2008 вперше, окрім Золотого Цехіна та Телецехіна, вводяться як нагорода Червоний, Білий, Синій та Зелений Цехіни, які присуджуються іншим журі. 
Окрім того, це останній рік, коли програму презентував історичний творець та ведучий конкурсу Чіно Торторелла.
З приводу 50 років Дзеккіно д'Оро, програма вперше транслюється у форматі 16:9.

## Відбір пісень та конкурсантів
Кожен рік подаються сотні пісень у відповідь на оголошення конкурсу, яке робить Антоніано. Внутрішня комісія Антоніано здійснює перший огляд, вибираючи найвідповідніші твори. Відібрані пісні передаються до іншої комісії, теж скликаної Антоніано, яка складається з музикантів, педагогів, журналістів та працівників у сфері розвитку дітей, і взагалі з різних експертів, котрі звичайно займаються "культурними продуктами" для дітей.
Цій комісії дається  завдання прослухати сто пісень, які пройшли першу селекцію, і обрати серед них ті, які візьмуть участь у телепередачі. 
У такий спосіб обираються італійські пісні, в той час як вибір зарубіжних здійснюється безпосередньо Антоніано.
Автори обраних пісень поступаються Антоніано авторськими правами на зазначені твори та половиною доходів з них.
Вибір маленьких співаків відбувається у декілька етапів, під час туру найважливішими містами Італії.
Участь можуть брати ті, хто досяг трьох років на момент відбору і не має одинадцяти на момент початку телепередачі. Діти-кандидати прослуховуються за зачиненими дверима, де вони мають заспівати під акомпанемент фортепіано пісню, обрану з-поміж попередніх сезонів Дзеккіно д'Оро, Починаючи з трицятого сезону  1987.
Ті, хто подолав перший етап, беруть участь у наступному прослуховуванні, яке відбувається під час публічної вистави, де вони мають заспівати ту саму пісню під акомпанемент фонограми.
Ті, хто пройшов місцевий, беруть участь у фінальному відборі поблизу Антоніано ді Болонья.
Випробування складається з виконання двох пісень, мелодичної та ритмічної, обраних з творів попередніх сезонів.
Комісія у такий спосіб може відібрати виконавців, які якнайкраще відповідатимуть пісням, що братимуть участь у телепередачі, які на цьому етапі вже обрані.

## Конкурс
Під час телепередачі пропонується дванадцять пісень, вісім італійських та чотири зарубіжних, (раніше було чотирнадцять, сім італійських та сім зарубіжних), які змагаються за різні нагороди. Зарубіжні пісні співаються італійською мовою, але один куплет виконується мовою країни походження пісні.
Діти - лише виконавці пісень, і не змагаються жодним способом, оскільки змагання розгортається між піснями, а не між співцями.
Передача ділиться на п'ять вечорів, у які слухаються пісні та присуджуються  нагороди, окрім того, лишається місце для різноманітних виступів для дітей.
Маленьким співакам акомпанує Piccolo Coro "Mariele Ventre" dell'Antoniano (Маленький Хор "Маріеле Вентре" Антоніано), яким керує  Сабріна Сімоні (Sabrina Simoni), яка також є vocal coach (вокальним наставником)  дітей-солістів (заступила у обох ролях Маріеле Вентре після її передчасної смерті)у 1995). 
Аранжування пісень - Сіро Мерло (Siro Merlo).
Головною винагородою є власне Zecchino d'Oro (укр. Золотий Цехін). Вона присуджується в кінці фінального вечора журі, до складу якого входять лише діти. Кожна дитина може віддати пісні від шести до десяти вотів В кінці голосування, пісня, що отримала найбільше вотів, виграє Золотий Цехін, який передається її автору.
У 2004 було введено телевоти, які додавалися до вотів журі. Цю систему було скасовано у  2007 з введенням телецехінів.
У разі коли дві пісні набрали рівну кількість голосів, можливо  вдатися до спарингу або присудити премію обом пісням, відповідно до регламенту того року.
У жодному сезоні пісні, які набрали менше голосів у попередніх випусках, не досягали фінального вечора, отже не становили конкуренції у боротьбі за головну нагороду.
Zecchino d'Argento (укр. Срібний Цехін) присуджувався з вісімнадцятого сезону 1976 до п'ятдесятого 2007 під час двох полуфіналів - один італійським, другий зарубіжним пісням
Порядок голосування аналогічний Золотому Цехіну.
Zecchini Colorati (укр. Кольорові Цехіни), червоний, білий, синій та зелений, присуджуються з п'ятдесят першого сезону 2008 за кожний вечір, що передує фіналу. Порядок присудження варіюється в різних сезонах, але журі обов'язково складається з дітей.
Telezecchino (укр. Телецехін) присуджується з п'ятдесятого сезону 2007 пісні, яка отримала найбільшу кількість голосів з боку телеглядачів.
Знак G d'oro "Sorella Letizia" ("Сестра Летиція" (letizia укр. радість, відрада)) присуджувався дитячим журналом Il Giornalino з п'ятого 1963 до сорок восьмого сезону 2005 отримувала пісня, текст якої найкраще виражав дух радості, братерства та любові.

## Критика
Перші осуди з'явились у 1970, коли передачу було звинувачено у "заохочуванні дитячої зіркової хвороби" ("incoraggiare il divismo infantile"). 
Антоніано сприйняли критику, і з наступного сезону було остаточно подолано концепцію виконавця пісні-переможниці як головної персони.
У 1997 програма опинилась у центрі полеміки піднятої телепрограмою "Striscia la notizia" з приводу припущеного обману при виборі пісні-переможниці, яка була обрана  до фіналу і незалежно відвердикту журі. 
Все почалось з відео, яке надійшло до редакції сатиричного тележурналу, на якому було видно, як Чіно Торторелла, розмовляючи з Маттіа Пізану (виконавець Un bambino terribile, пісні-переможниці сорокового сезону Дзеккіно-д'Оро 1997), говорить йому: "Ти будеш задоволений, якщо переможеш сьогодні ввечері?" 
Торторелла захистив програму, показавши повну версію того самого відео, де було видно, що те ж питання було поставлене перед кожною дитиною-учасником під час розмови, у якій Торторелла, як звичайно, пояснює, що виграє або програє єдино пісня, а не співець, і що тому вони не повинні перейматися можливою поразкою, оскільки діти - всі переможці. 
Вподальшому "Striscia la notizia" висунула припущення, що відео, яке надійшло у редакцію від аноніма, було надіслане самим Тортореллою, який впевнено його спростував, подавши на програму до суду і заявивши, що можливе відшкодування збитків буде направлене потерпілим від землетрусу в Умбрії та Марке.

## Інші передачі
Впродовж років Антоніано спродукували декілька передач, пов'язаних з Дзеккіно д'Оро, всі за участі Топо Джіджо та Піколо Коро. Спеціальні, на хвилях мережі Rai, з нагоди : 
- Дня матері (La Festa Della Mamma)
- Великодня (транслювались до 2008),
- Святвечора (Aspettando il Natale (Чекаючи на Різдво))
- Різдвяного ранку (Un Natale da favola) (Казкове Різдво)/Magico Natale (Чарівне Різдво)

Іншими програмами пов'язаними з Дзеккіно д'Оро є:
- La banda dello Zecchino (1990-2001, "Rai 1"). Включає в себе ігри, вікторини, мультиплікацію та естраду. Виходить також під назвою Il sabato dello Zecchino (Субота Дзеккіно)
- Terraluna (2002-2006, "Sat 2000"). Навчальна програма ля дітей. Назва походить від пісні-переможниці 41 сезону 1998
- Parolà (Слово) (2005-2006, "Sat 2000"). Навчальна програма ля дітей молодшого шкільного віку, присвячена італійській мові
- Arriva lo Zecchino (Надходить Дзеккіно) (2009-2010, "DeA Kids"). Програма супроводжувала деякі етапи відбору 53 сезону Дзеккіно д'Оро 2010
- Zecchino show (2010, "DeA Kids"). Під час передачі змагаються дві пісні, узяті з попередніх сезонів Дзеккіно д'Оро.

Крім того було створено Інтернет-радіо Radio Zecchino web [Архівовано 30 грудня 2013 у Wayback Machine.], яке транслює пісні Дзеккіно д'Оро.
Для деяких пісень Дзеккіно д'Оро були створені відеокліпи для ТБ та
home video (VHS та/або DVD): I cartoni dello Zecchino d'Oro. Перший том вийшов у 2000, у 2010 - восьмий.

## Персоналії
Серед персоналій, які увійшли в історію завдячуючи цій щасливій телепередачі, згадуються:
- Творець та ведучий конкурсу Чіно Торторелла (Cino Tortorella) померла у 2017.
- Натхненниця та директорка Piccolo Coro dell'Antoniano Маріеле Вентре (Mariele Ventre), померла у 1995.
- Персонаж Мага Дзурлі  (Mago Zurlì) (втілюваний Чіно Тортореллою до  1972).
- Лялька Топо Джіджо (Topo Gigio) (дубльована Пеппіно Маццулло (Peppino Mazzullo) до  2006).
- Діюча директорка Piccolo Coro "Mariele Ventre" Сабріна Сімоні (Sabrina Simoni).

### Автори
Серед найплідніших музикантів, які брали участь у Дзеккіно д'Оро, згадують Лучано Беретта (Luciano Beretta), Джанфранко Фазано (Gianfranco Fasano), Коррадо Кастелларі (Corrado Castellari), Алберто Теста (Alberto Testa), Сандро Тумінеллі (Sandro Tuminelli), Джанфранко Ґроттолі (Gianfranco Grottoli), Вітторіо Сесса Віталі (Vittorio Sessa Vitali), Андреа Васкетті (Andrea Vaschetti) та Маріо Ґардіні (Mario Gardini).
Серед авторів текстів також є помітні професіонали у галузі дитячої музики: Ріккардо Дзара (Riccardo Zara), Алессандра Валері Манера (Alessandra Valeri Manera) та Марія Летиція Аморозо (Maria Letizia Amoroso).
Часто пісні для Дзеккіно писали славетні кантауторе: Б'яджо Антоначчі (Biagio Antonacci), Доді Баталья (Dodi Battaglia), Робі Факкінетті (Roby Facchinetti), Едоардо Беннато (Edoardo Bennato), Фабіо Конкато (Fabio Concato), Тото Кутуньо (Toto Cutugno), Лучіо Далла (Lucio Dalla),  Бруно Лауці (Bruno Lauzi), Пупо (Pupo), Ренато Дзеро (Renato Zero), Піно Даніеле (Pino Daniele) Та Енріко Руджері (Enrico Ruggeri).
Помітно вирізняються імена таких знаменитих композиторів та авторів текстів, як Джорджо Калабрезе (Giorgio Calabrese), Депса (Depsa), Лучіа Мануччі (Lucia Mannucci) та Антоніо Савона (Antonio Savona) з Квартета Четра (Quartetto Cetra), Альфредо Рапетті Могол (Alfredo Rapetti Mogol) та Віто Паллавічіні (Vito Pallavicini).
Дзеккіно д'Оро сприяли театральні діячі: Франческо Сальві (Francesco Salvi), Ліно Банфі (Lino Banfi), Кастеллано і Піполо (Castellano & Pipolo), Ґрація ді Мікеле (Grazia Di Michele) та С'юзі Бледі  (Syusy Blady).
Серед більш молодих авторів -  Юміко Ашікауа (芦川祐美子, 7 років, також бере участь як співак),  Міруна Кодруца Опреа (Miruna Codruța Oprea, 13 років),  Іоакім Октавіан Петре (Ioachim Octavian Petre, 13 років) та  Лара Поллі (Lara Polli, 13 років).

### Участь українців
- Кристина Ткачук Filastrocche (Співаночки)  2007 50 сезон (ювілейний)

## Пісні-переможниці Дзеккіно д'Оро
Списки пісень-переможниць у всіх категоріях Дзеккіно д'Оро див. у 
статті італійскомовної вікіпедії.